# Aluminium-Lithium-Legierung
Aluminium-Lithium-Legierungen sind Aluminiumlegierungen, die durch Zusatz von Lithium verbesserte Eigenschaften besitzen. Vor allem die Dichte einer Legierung lässt sich so verringern, da mit jedem eingesetzten Massenprozent Lithium die Dichte der Legierung um 3 % sinkt. Zusätzlich erhöht sich der Elastizitätsmodul.
Neben Lithium werden diesen Legierungen meist weitere Elemente hinzugegeben, etwa Kupfer, Mangan, Magnesium, Silber, Zirconium oder Scandium. Insbesondere der Kupferanteil kann dabei wesentlich höher sein als der Lithiumgehalt (2xxx-Legierungen).
Aluminium-Lithium-Legierungen kommen in Flugzeugen, Raumfahrzeugen und Raketen, aber auch im Fahrzeugbau zur Verwendung. So werden z. B. der Außentank des Space Shuttles sowie Teile der Passagierflugzeuge Boeing B777, Airbus A350 und Airbus A380 aus diesen Legierungen gefertigt.
Die erste Generation von Aluminium-Lithium-Legierungen – etwa zwischen 1950 und 1990 – war von hoher Korrosionsneigung, niedriger Duktilität (Gleitbandbildung durch δ'-Ausscheidungen) und geringer Temperaturfestigkeit betroffen. Diesen Problemen wurde in den Legierungen zweiter Generation mit einem reduzierten Lithiumgehalt begegnet.
In der UdSSR wurden solche Legierungen im Moskauer Luftfahrt-Technologie-Institut (MATI) entwickelt, wofür  Olga Jewgenjewna Gruschko 1999 den Staatspreis der Russischen Föderation erhielt.
Bei der aktuellen dritten Generation sind die mechanischen Eigenschaften abgesehen von Zähigkeit und Schwingverhalten bei hohen Lasten mittlerweile unkritisch. Jedoch müssen wegen der hohen Oxidationsneigung von Lithium besondere Schutzvorrichtungen in der Gießerei vorhanden sein.

## Beispiele für Aluminium-Lithium-Legierungen
- AA 2090: 2,7 % Cu + 2,2 % Li + 0,4 % Ag + 0,12 % Zr + Rest Aluminium (1. Generation)
- AA 2091: 2,1 % Cu + 2,0 % Li + 0,10 % Zr + Rest Aluminium (1. Generation)
- AA 8090: 2,45 % Li + 0,12 % Zr + 1,3 % Cu + 0,95 % Mg + Rest Aluminium (1. Generation)
- Weldalite 049: 5,4 % Cu + 1,3 % Li + 0,4 % Ag + 0,4 % Mg + 0,14 % Zr + Rest Aluminium (2. Generation)
- AA 2196[6]: 3 % Cu + 1,4–2 % Li + 0,5 % Mg + 0,4 % Ag + 0,35 % Mn + 0,1 % Zr + Rest Aluminium (3. Generation)

(Angaben durchwegs in Massenprozent)